# EMA 2012
Misija EMA 2012 je potekala 26. februarja 2012 kot finalni del oddaje Misija Evrovizija. Prireditev je vodil Klemen Slakonja. Nastopili sta dvojčici Eva in Nika Prusnik ter Eva Boto. Dvojčici Prusnik sta se predstavili s 3 pesmimi, s prav toliko pesmimi pa se je predstavila tudi Eva Boto.
Zmagala je Eva Boto s pesmijo »Verjamem« in 24. maja 2012 v drugem predizboru predstavljala Slovenijo na Pesmi Evrovizije 2012 v azerbajdžanskem Bakuju.

## Tekmovalne skladbe
| Izvajalec           | Naslov pesmi     | Avtorska ekipa |
| ------------------- | ---------------- | --- |
| Eva Boto            | »Run«            | Christina Schilling, Camilla Gottschalck, Henrik Szabo, Daniel Nilsson (glasba, besedilo), Søren Bundgaard (glasba), Gaber Radojević (aranžma) |
| Eva Boto            | »Verjamem«       | Vladimir Graić (glasba, aranžma), Igor Pirković (besedilo)                                                                                     |
| Eva Boto            | »A si sanjal me« | Matjaž Vlašič (glasba, aranžma), Urša Vlašič (besedilo), Boštjan Grabnar (aranžma)                                                             |
| Eva in Nika Prusnik | »Konichiwa«      | Bilbi, Gregor Stermecki (glasba, besedilo), Teodor Amanović - Toš (aranžma)                                                                    |
| Eva in Nika Prusnik | »Love Hurts«     | Chiron Morpheus (glasba, besedilo), Iztok Turk (aranžma)                                                                                       |
| Eva in Nika Prusnik | »Malo sreče«     | Magnifico (glasba), Barbara Pešut (besedilo), Schatz! (aranžma)                                                                                |

## Glasovanje
Glasovanje je potekalo v dveh krogih.

### Prvi krog
V prvem krogu so svoj glas oddali gledalci s telefonskim glasovanjem ter sodniki Misije Evrovizija Darja Švajger, Tina Marinšek, Raay in Jonas Žnidaršič. V superfinale sta napredovali najvišje uvrščena pesem Eve Boto (»Verjamem«) in najvišje uvrščena pesem dvojčic Prusnik (»Konichiwa«). 
| #  | Izvajalec           | Skladba          | Televoting      | Televoting | Sodniki    | Sodniki | Skupaj |
| #  | Izvajalec           | Skladba          | Št. tel. glasov | Točke      | Št. glasov | Točke   | Skupaj |
| -- | ------------------- | ---------------- | --------------- | ---------- | ---------- | ------- | ------ |
| 1. | Eva Boto            | »Run«            | 2282            | 1          | 10         | 3       | 4      |
| 2. | Eva in Nika Prusnik | »Konichiwa«      | 3691            | 5          | 20         | 5       | 10     |
| 3. | Eva Boto            | »A si sanjal me« | 2909            | 3          | 8          | 1       | 4      |
| 4. | Eva in Nika Prusnik | »Malo sreče«     | 517             | 1          | 10         | 3       | 4      |
| 5. | Eva Boto            | »Verjamem«       | 8772            | 5          | 18         | 5       | 10     |
| 6. | Eva in Nika Prusnik | »Love Hurts«     | 715             | 3          | 6          | 1       | 4      |

### Drugi krog
V drugem krogu so o zmagovalcu odločali le gledalci s 15-minutnim telefonskim glasovanjem.
| #  | Izvajalec           | Skladba     | Št. glasov (%) |
| -- | ------------------- | ----------- | -------------- |
| 1. | Eva Boto            | »Verjamem«  | 28.385 (69 %)  |
| 2. | Eva in Nika Prusnik | »Konichiwa« | 12.884 (31 %)  |